# Джонстаун (округ Колумбія, Пенсільванія)
Джонстаун (англ. Jonestown) — переписна місцевість (CDP) в США, в окрузі Колумбія штату Пенсільванія. Населення — 115 осіб (2020).

## Географія
Джонстаун розташований за координатами 41°7′36″ пн. ш. 76°18′34″ зх. д. / 41.12667° пн. ш. 76.30944° зх. д. (41.126731, -76.309451).  За даними Бюро перепису населення США в 2010 році переписна місцевість мала площу 1,00 км², з яких 0,95 км² — суходіл та 0,06 км² — водойми.

## Демографія
Згідно з переписом 2010 року, у переписній місцевості мешкали 64 особи в 28 домогосподарствах у складі 19 родин. Густота населення становила 64 особи/км².  Було 36 помешкань (36/км²).
Расовий склад населення:
| - 100,0 % — білих |

До двох чи більше рас належало 0,0 %. Частка іспаномовних становила 0,0 % від усіх жителів.
За віковим діапазоном населення розподілялося таким чином: 17,2 % — особи молодші 18 років, 70,3 % — особи у віці 18—64 років, 12,5 % — особи у віці 65 років та старші. Медіана віку мешканця становила 44,7 року. На 100 осіб жіночої статі у переписній місцевості припадало 77,8 чоловіків;  на 100 жінок у віці від 18 років та старших — 71,0 чоловіків також старших 18 років.
Середній дохід на одне домашнє господарство  становив 40 043 долари США (медіана — 42 500), а середній дохід на одну сім'ю — 56 811 долар (медіана — 52 083). Медіана доходів становила 31 786 доларів для чоловіків та 41 250 доларів для жінок. За межею бідності перебувало 19,3 % осіб, у тому числі 0,0 % дітей у віці до 18 років та 0,0 % осіб у віці 65 років та старших.
Цивільне працевлаштоване населення становило 21 особа. Основні галузі зайнятості: виробництво — 42,9 %, освіта, охорона здоров'я та соціальна допомога — 42,9 %, роздрібна торгівля — 14,3 %.